# مانويل إي. ماتشادو
مانويل إي. ماتشادو (بالإنجليزية: Manuel E. Machado)‏ هو مسير أعمال أمريكي، ولد في 29 يونيو 1967 في ميامي في الولايات المتحدة.